# Otto I. (Pommern)

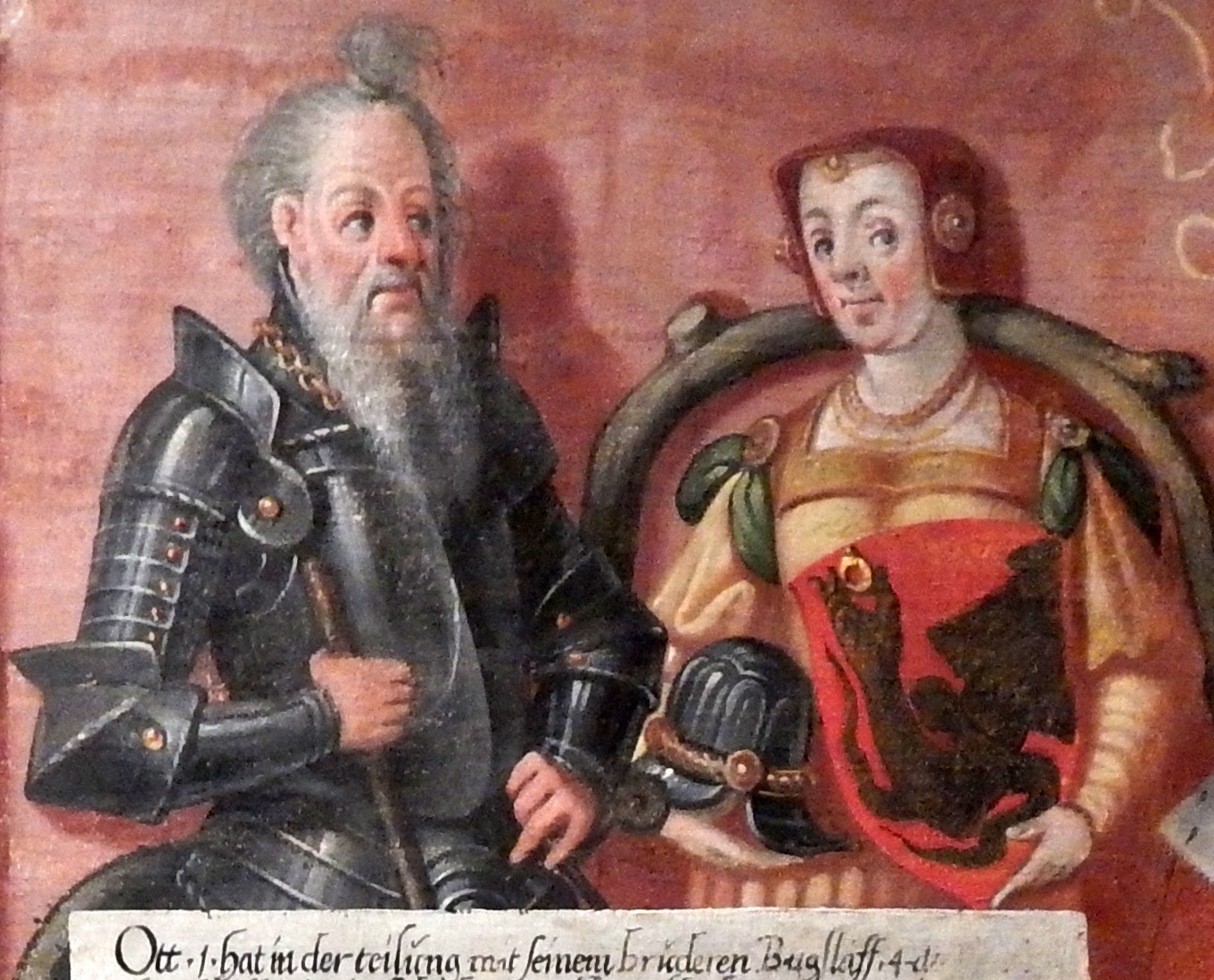
Otto I. mit seiner Gemahlin aus dem Haus Holstein, aus dem Stammbaum der Greifen von Cornelius Krommeny, 1598.

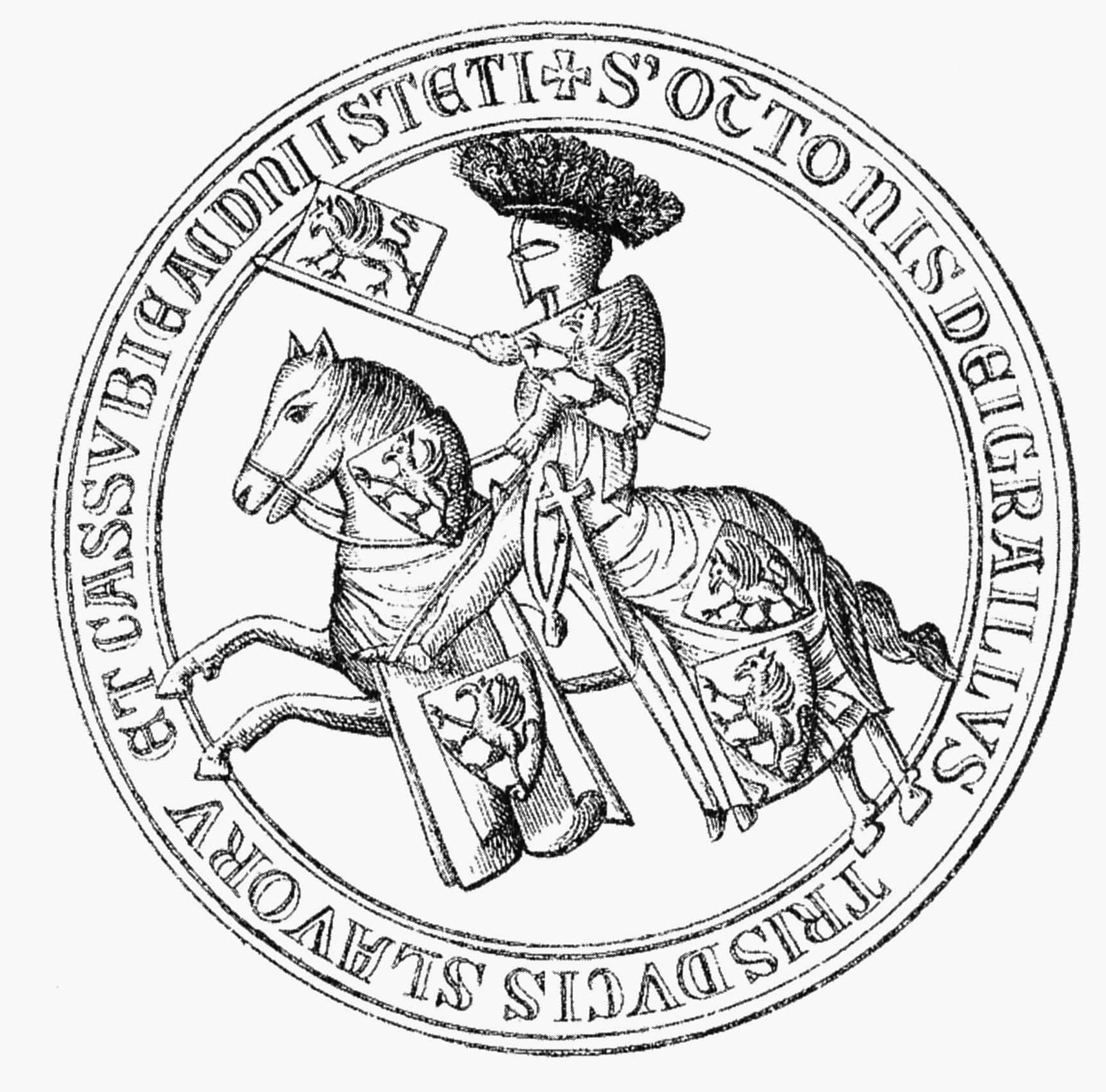
Reitersiegel Herzog Ottos I.
(Umzeichnung aus Theodor Pyls Pommerschen Geschichtsdenkmälern, 1894)

Otto I. (* 1279; † 30. oder 31. Dezember 1344) war ein Herzog von Pommern aus dem Greifenhaus. Er regierte von 1295 bis zu seinem Tode in Pommern-Stettin, dabei seit 1320 gemeinsam mit seinem Sohn Barnim III.

## Leben
Otto I. war der jüngste, nachgeborene Sohn des Herzogs Barnim I. von Pommern und dessen dritter Gemahlin Mechthild von Brandenburg. Die Regierung im Herzogtum Pommern führte nach dem Tode des Vaters zunächst Ottos älterer Halbbruder Bogislaw IV., auch für Otto und seinen älteren Bruder Barnim II. Dabei musste Mechthild ihre beiden Söhne gegenüber dem Halbbruder schützen. Erstmals im Jahre 1294 nahmen Barnim II. und Otto I. selbständige Regierungshandlungen vor.
Nachdem Barnim II. am 28. Mai 1295 starb, möglicherweise durch Gewalt, teilten Bogislaw IV. und Otto I. am 1. Juli 1295 im Vertrag von Stettin das Herzogtum Pommern in zwei Landesteile. Bogislaw IV. erhielt Pommern-Wolgast, das nördliche, an der Ostsee gelegene Gebiet, in dem die Städte lübischen Rechts lagen. Otto I. erhielt Pommern-Stettin, das südliche, im Binnenland und am Südufer des Stettiner Haffs gelegene Gebiet, in dem die Städte Magdeburger Rechts lagen. Trotz dieser Teilung der Herrschaft sollte das Herzogtum Pommern weiterhin den Herzögen zur gesamten Hand zustehen, auch sollte die Huldigung gegenüber beiden Herzögen gemeinsam stattfinden. Die hier vereinbarte Teilung bestand bis 1478, als Herzog Bogislaw X. beide Landesteile in seiner Hand wiedervereinigte.
Die beiden Brüder gingen zunächst politisch unterschiedliche Wege. Während Bogislaw IV. in Hinterpommern kriegerische Auseinandersetzungen mit den askanischen Markgrafen von Brandenburg hatte, lehnte sich Otto I. zunächst an diese an. So besuchte Otto I. zu Pfingsten 1298 Markgraf Albrecht III. in Soldin und nahm im gleichen Jahr an dessen Kriegszug in Mecklenburg teil. Später fanden Otto I. und Bogislaw IV. zu einer einträchtigen Politik, die nach dem Tode Bogislaws IV. im Jahre 1309 von seinem Sohn Wartislaw IV. fortgesetzt wurde.
1315 verkaufte Markgraf Waldemar von Brandenburg Otto I. das Land Bernstein und verpfändete ihm später Schivelbein und Dramburg. 1319 kam es zu einer kurzen Auseinandersetzung zwischen Otto I. und seinem Neffen Wartislaw IV., als Otto I. mit einigen Städten in seinem Gebiet Streit hatte und diese sich dem Schutz Wartislaws IV. unterstellten.
Der unerwartet frühe Tod des Markgrafen Waldemar von Brandenburg im August 1319, führte die beiden Herzöge wieder zusammen. Da Waldemars Erbe sein erst elfjähriger Vetter Heinrich II. war, eröffnete sich die Aussicht, Teile Brandenburgs zu erwerben. So gelang es Wartislaw IV., von den Ständen der Neumark als Vormund Heinrichs II. anerkannt zu werden. Als Heinrich II. Juli 1320 im Jünglingsalter starb und die Mark herrenlos war, erschien die Gelegenheit noch günstiger; die pommerschen Herzöge gewannen einen großen Teil der Uckermark.
In diesen Zeiten kriegerischer Auseinandersetzungen ernannte Otto I. seinen Sohn Barnim III. zum Mitregenten. Ottos Tätigkeit trat in den folgenden Ereignissen, so im Rügischen Erbfolgekrieg und im Pommersch-Brandenburgischen Krieg, hinter der seines Sohnes zurück.
Die pommerschen Herzöge bemühten sich um die Anerkennung ihrer Reichsunmittelbarkeit. 1338, auf einem Reichstag in Frankfurt am Main, entließ König Ludwig IV. die Herzöge von Pommern-Stettin, Otto I. und seinen Sohn Barnim III., aus der Lehnsherrschaft Brandenburgs und erkannte ihre Reichsunmittelbarkeit an. Im Gegenzug erhielt Brandenburg, wo seit 1323 König Ludwigs Sohn Ludwig der Brandenburger Markgraf war, die Uckermark zurück, wenn auch nur gegen eine hohe Geldzahlung. Zugleich sollte Pommern-Stettin an Brandenburg fallen, falls die Linie der Stettiner Herzöge aussterben würde; im Hinblick hierauf sollten die Städte Pommern-Stettins bereits jetzt Brandenburg huldigen. Die Städte verweigerten jedoch diese Huldigung, da sie unter Berufung auf den Vertrag von Stettin von 1295 für den Fall eines Aussterbens der Stettiner Linie von einer Erbfolge der Wolgaster Linie des Greifenhauses ausgingen. Schließlich verzichteten Otto I. und sein Sohn, wie auch Markgraf Ludwig, auf diese Huldigung.
Herzog Otto starb am 30. oder 31. Dezember 1344. Er wurde in der Marienkirche zu Stettin beigesetzt. Die Regierung in Pommern-Stettin führte sein Sohn Barnim III. allein fort.

## Ehen und Nachkommen
Herzog Otto heiratete 1296 in erster Ehe Katharina, Tochter des Grafen Gerhard II. von Holstein und der Ingeborg von Schweden. Katharina starb nach wenigen Jahren; die Ehe blieb kinderlos.
In zweiter Ehe heiratete er Elisabeth, die Tochter von Graf Nikolaus I. von Schwerin. Aus der Ehe gingen hervor:
- Barnim III. (* vor 1300; † 1368)
- Mechthild († 1331) ⚭ Johann III. von Werle († 1352)

Elisabeth starb 1318 oder 1319; sie wurde in der Marienkirche zu Stettin beigesetzt.